# Hrastovec (gmina Zavrč)
Hrastovec – wieś w Słowenii, w gminie Zavrč. W 2018 roku liczyła 472 mieszkańców.